# Léon Potier de Gesvres
Léon Potier de Gesvres (ur. 16 sierpnia 1656 w Paryżu, zm. 11 albo 12 listopada 1744 w Wersalu) – francuski kardynał.

## Życiorys
Urodził się 16 sierpnia 1656 roku w Paryżu, jako syn Léona Potiera i Marie-Françoise du Val. W młodości został protonotariuszem apostolskim i referendarzem Trybunału Obojga Sygnatur. 30 sierpnia 1694 roku został wybrany arcybiskupem Bourges, a 23 stycznia 1695 roku przyjął sakrę. Nigdy nie rezydował w archidiecezji, którą odwiedził zaledwie kilka razy. 29 listopada 1719 roku został kreowany kardynałem prezbiterem, jednak nie otrzymał kościoła tytularnego. Dziesięć lat później zrezygnował z zarządzania diecezją. Zmarł 11 albo 12 listopada 1744 roku w Wersalu.